# Thomas Hood
Thomas Hood (23 de mayo, de 1799 - 3 de mayo, de 1845) fue un humorista y poeta inglés.

## Vida
Hijo de Thomas Hood, un librero de origen escocés, nació en Londres.  A la muerte de su esposo en 1811, su madre se trasladó a Islington. Obtuvo sus primeros ingresos literarios revisando para la prensa una nueva edición de Pablo y Virginia. 
Fue admitido en una firma contable de un amigo de la familia, pero pronto su salud se resintió y lo enviaron a vivir con unos familiares en Dundee, Escocia.  Allí llevó una vida saludable, y se hizo un lector incansable; pronto contribuyó a periódicos y revistas provincianos con artículos poéticos y humorísticos. 
A su regreso a Londres, en 1818, se dedicó a los grabados, lo que le permitió ilustrar sus propias creaciones humorísticas. 
En 1821, John Scott, editor de la London Magazine, murió en un duelo, y el periódico pasó a manos de unos amigos de Hood, que le propusieron ser subdirector. Este cargo le permitió conocer a los literatos de la época: Charles Lamb, Henry Cary, Thomas de Quincey, Allan Cunningham, Bryan Procter, Serjeant Talfourd, Hartley Coleridge, el poeta campesino John Clare y otros que publicaban en la revista. Este contacto le permitió ir desarrollando sus capacidades literarias. Se casó en 1825. 
Escribió Odes and Addresses, su primera obra, con su cuñado J.H. Reynolds, amigo de John Keats. De esta misma época son The Plea of the Midsummer Fairies (1827) y el romance dramático, Lamia, aunque fueron publicados más tarde. The Plea of the Midsummer Fairies era un volumen de poesía seria.
En 1830 comenzó a publicar las series del Comic Annual. Se hicieron bastante populares. Trataban los asuntos del momento de una manera caricaturesca. 
Conforme ganaba en experiencia, su dicción se hizo más simple. En un anuario llamado Gem apareció la historia de Eugene Aram. Comenzó una revista con su propio nombre, asegurándose las contribuciones de otros literatos, pero era su actividad la que principalmente la sostenía. 
Fue apreciado, sobre todo, por sus versos cómicos y satíricos y juegos de palabras. Sin embargo, son los poemas serios que escribió antes de morir los que hoy en día se recuerdan como sus obras maestras: Song of the Shirt (1843) y The Bridge of Sighs (1844), sencillos poemas que narraban las condiciones de vida de la época.
Quizá el más conocido sea el poema melancólico "Song of the Shirt (Canción de la camisa)", que apareció anónimamente en el número de Navidad de la revista Punch, 1843:
Con dedos cansados y magullados
Con párpados pesados y enrojecidos,
Se sienta una mujer, en harapos poco femeninos,
Manejando aguja e hilo
¡Cose, cose, cose!
En la pobreza, el hambre y la suciedad,
Y aún, con una voz doliente
Canta la "Canción de la camisa."…
Contribuyó a la revista Athenaeum, de James Silk Buckingham, durante el resto de su vida. Su prolongada enfermedad le causó problemas económicos, paliados al recibir una pensión. 
Nueve años después de su muerte, Richard Monckton Milnes, primer barón de Houghton inauguró un monumento conmemorativo, alzado por suscripción pública, en el cementerio de Kensal Green. 

## Obras
- Odes and Addresses to Great People (1825)
- Whims and Oddities (Caprichos y extravagancias) (dos series, 1826 y 1827)
- The Plea of the Midsummer Fairies, hero and Leander, Lycus the Centaur and other Poems (1827), su única colección de verso serio.
- The Dream of Eugene Aram, the Murderer (1831)
- Tylney Hall, a novel (3 vols., 1834)
- The Comic Annual (1830-1842)
- Hood's Own, or, Laughter from Year to Year (1838, segunda serie, 1861)
- Up the Rhine (1840)
- Hood's Magazine and Comic Miscellany (1844-1848)
- National Tales (2 vols., 1837), colección de relatos cortos
- Whimsicalities (1844), con ilustraciones inspiradas en diseños de John Leech; y muchas contribuciones de periódicos contemporáneos.